# Vril

Simbolo del sole nero da cui si sprigiona il Vril

Il Vril è un'ipotetica forma di energia descritta in varie opere attinenti al moderno esoterismo.

## Storia del concetto
Secondo il romanzo fantascientifico La razza futura (The Coming Race, poi ripubblicato come Vril, The Power of Coming Race) scritto nel 1871 dal romanziere inglese Edward Bulwer-Lytton, il Vril è un particolare fluido energetico che permetterebbe ad una misteriosa civiltà residente nella Terra cava di avere poteri magici che li renderebbero simili a divinità; il termine "vril-ya" avrebbe significato proprio «razza semidivina» (di aspetto nordico), poiché essi potevano sia curare qualsiasi malattia, sia animare un oggetto inanimato rendendolo intelligente, oppure distruggere una fortezza, utilizzando degli speciali bastoni metallici di forma cilindrica da cui confluiva questa particolare energia.
Il racconto proto-fantascientifico di Bulwer-Lytton fu preso assai seriamente dai sostenitori dell'esistenza di Atlantide (tra i quali il teosofo William Scott-Elliot) e in seguito dagli appassionati di occultismo.

## La Società del Vril
Dagli anni sessanta del Novecento si è inoltre diffusa una teoria del complotto che riguarda una società segreta del Vril, diffusasi a partire dal libro del 1960 Il mattino dei maghi di Louis Pauwels e Jacques Bergier, che faceva sensazionali affermazioni riguardanti la Vril Gesellschaft (Società del Vril) di Berlino, idea ripresa in seguito da altri autori.
Si tratterebbe di una società iniziatica composta da sole donne, il cui ruolo consiste nell'attirare verso la Terra la forza cosmica del Vril proveniente da un punto peculiare della Via Lattea, detto "sole nero" (o Hunab Ku), situato al centro della galassia, al fine di favorire l'evoluzione dell'umanità e dell'intero pianeta, sfruttando l'allineamento che contraddistingue l'odierna epoca astrologica fra Terra, Sole e tale centro galattico. L'attuale allineamento astrologico con il Sole Nero è quello che sarebbe stato previsto tra l'altro dalle profezie maya sull'avvento di una nuova era.